# ASL Airlines Switzerland

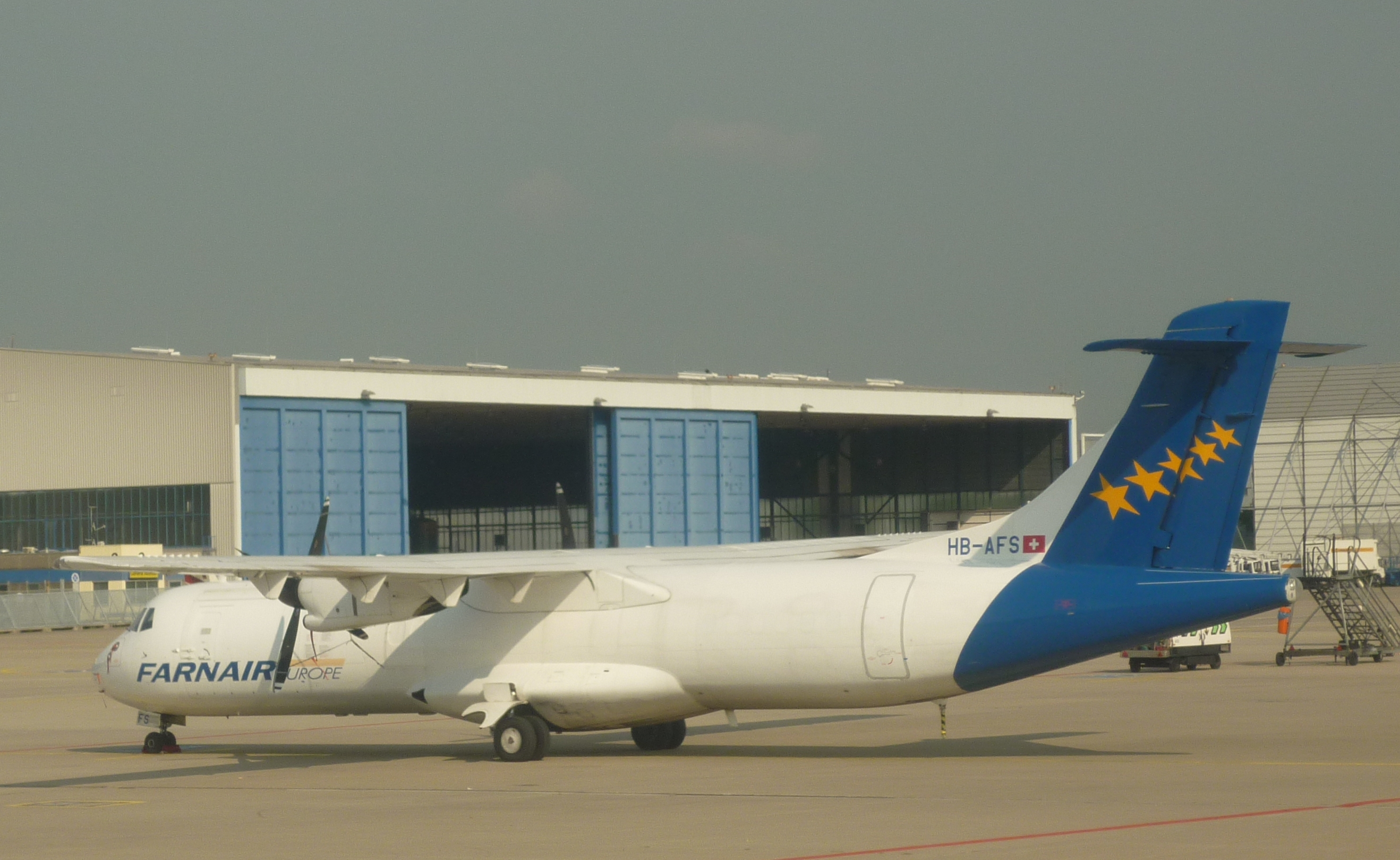
Cargo-ATR72 (реєстраційний HB-AFS) авіакомпанії Farnair Europe в аеропорту Кельн/Бонн

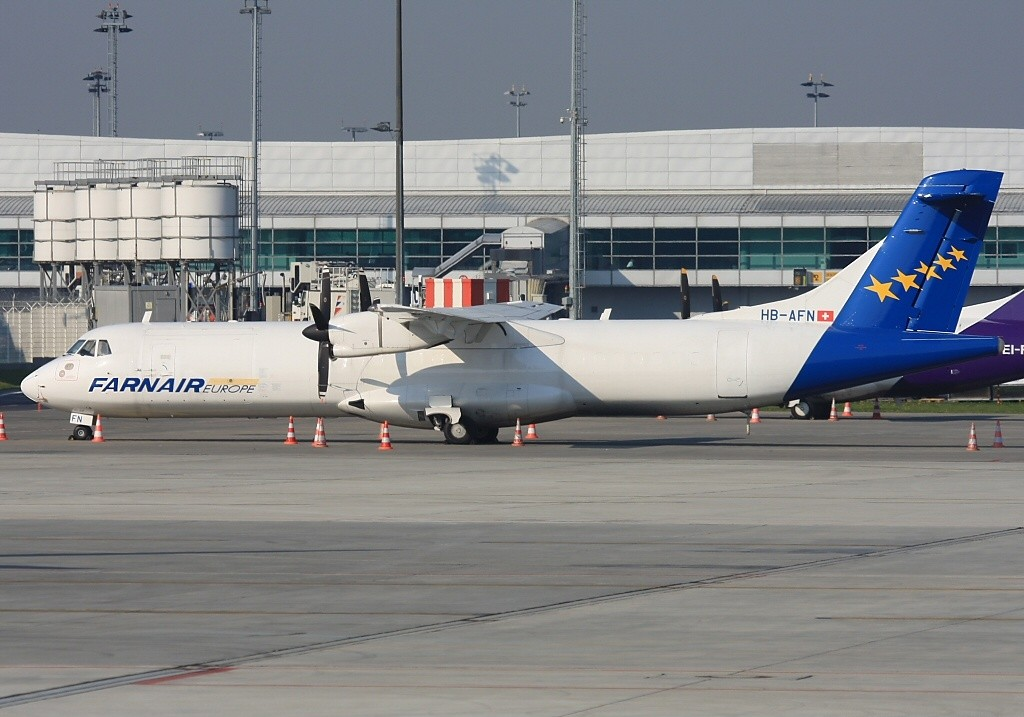
ATR-72-201(F) авіакомпанії Farnair Europe (реєстраційний HB-AFN) в празькому аеропорту Рузіне

Farnair Switzerland, що діє як Farnair Europe, — колишня швейцарська вантажна авіакомпанія, що працювала у сфері регулярних поштових перевезень аеропортів Швейцарії, Німеччини та Італії. Припинила діяльність 1 лютого 2018.
Портом приписки авіакомпанії і її головною базою (хабом) є аеропорт Базель-Мюлуз-Фрайбург, як додатковий хаб використовується аеропорт Кельн/Бонн. Штаб-квартира перевізника розташовується на швейцарській стороні аеропорту приписки.

## Історія
Авіакомпанія Farnair Switzerland була утворена в 1984 році. Компанія перебуває в приватній власності, володіє угорською авіаперевізником Farnair Hungary.

## Флот
Станом на травень місяць 2011 року повітряний флот авіакомпанії Farnair Switzerland становили такі літаки:
- ATR 72-200F — 6 од.
- ATR 42-200F — 6 од.
- ATR 42-320F — 2 од.
- ATR 42-320 (пасажирський) — 1 од.